# 高陽郡 (中国)
高陽郡（こうよう-ぐん）は、中国にかつて存在した郡。晋代から隋代にかけて、現在の河北省保定市一帯に設置された。

## 概要
265年（泰始元年）、司馬珪が高陽王に封じられ、涿郡を分割して高陽国が立てられた。晋の高陽国は冀州に属し、博陸・高陽・北新城・蠡吾の4県を管轄した。
北魏に入ると、高陽郡と改められた。400年（天興3年）、高陽郡は定州に転属した。487年（太和11年）、高陽郡は定州から瀛州に転属した。北魏の高陽郡は高陽・博野・蠡吾・易・扶輿・新城・楽郷・永寧・清苑の9県を管轄した。
583年（開皇3年）、隋が郡制を廃すると、高陽郡は廃止されて、瀛州に編入された。613年（大業9年）、博陵郡が高陽郡と改められた。
621年（武徳4年）、唐により高陽郡は定州と改められた。

## 僑置高陽郡
南朝宋のとき、高陽郡は冀州に属し、安平・饒陽・鄴・高陽・新城の5県を管轄した。